# Беда (фильм)
«Беда» — художественный фильм режиссёра Динары Асановой, снятый по сценарию Израиля Меттера на киностудии Ленфильм в 1977 году.

## Сюжет
Фильм о распаде личности тихого алкоголика Вячеслава Кулигина. Главный герой, мужчина средних лет, живёт в небольшом рабочем посёлке и трудится сварщиком на автобазе. Весь досуг он отдаёт пьянству — либо в компании, либо в одиночестве. Напившись, изводит жену бессмысленными и беспочвенными подозрениями в неверности, обижает мать. При попытках близких людей оградить его от спиртного становится агрессивным. Во время запоя выносит из дома имеющие малейшую ценность вещи.
Не имея денег на водку, залез в поселковый магазин, оказал сопротивление милиции и был осуждён на лишение свободы. Зинаида, измученная невыносимым замужеством, подала на развод. От него отвернулись все, кто был в его жизни, только мать не может бросить сына. Она провела в дороге несколько суток ради недолгого свидания в колонии и готова остаться в этой глуши, чтобы быть с ним рядом.

## Места съёмок
Фильм снимался в посёлке Сосново Приозерского района Ленинградской области. Пивная, где беседуют герои Петренко и Буркова, и магазин, куда вламывается герой Петренко, реально существовали и были ликвидированы в период горбачёвской антиалкогольной кампании. «Цех», где работала героиня Л. Федосеевой-Шукшиной, в середине 1980-х годов представлял собой столовую.

## В ролях
- Алексей Петренко — Вячеслав Кулигин
- Елена Кузьмина — Алевтина Ивановна, мать Кулигина
- Лидия Федосеева-Шукшина — Зинаида, жена Кулигина
- Георгий Бурков — Николай Маслаков
- Геннадий Дюдяев — Гусев, собутыльник Кулигина
- Фёдор Одиноков — дядя Коля, бригадир
- Мария Виноградова — Клава, буфетчица
- Игорь Ефимов — майор милиции
- Ефим Каменецкий — начальник колонии
- Андрей Лавриков — музыкант на танцах в клубе
- Александр Богданов — парень в поезде
- Александр Анисимов — прапорщик Бобылев

## Съёмочная группа
- Режиссёр: Динара Асанова
- Сценарист: Израиль Меттер
- Операторы: Анатолий Лапшов, Николай Строганов
- Композитор: Евгений Крылатов
- Художник: Евгений Гуков